# 亜鈴状星雲
亜鈴状星雲（あれいじょうせいうん、M27, NGC 6853、Dumbbell Nebula）は、こぎつね座にある惑星状星雲である。地球からの距離は約1,235光年。その形が鉄亜鈴に似ていることから名づけられている。

## 特徴
双眼鏡でも容易に見ることができ、アマチュア天文ファンの観測対象として非常に人気がある。口径5cmの望遠鏡に高倍率をかけると円を両側から少し円で削った形に見える。口径8cmでは銀行の地図記号のように見え、15cmでは微星の群がる中で、亜鈴の形がくっきりと浮かび上がってくる。口径30cmでは星雲が欠けたように淡くなっている部分も見え始める。また星雲の前景にある微星や微かな中心星も見えてくる。口径40cmでは、星雲の濃淡や前景の微星もよりはっきり見えて見事な眺めになる。
100年間で6.8秒の割合で広がりつつあり、逆算するとこの星雲が膨張を始めたのは3000年～4000年前以前だとされる。

## 観測の歴史
亜鈴状星雲は惑星状星雲として最初に見つかった天体である。多くの研究者に研究され、記載も非常に多い。1764年にシャルル・メシエによって発見された。メシエは「星のない星雲で、3.5フィートの望遠鏡でよく見える。楕円形。経4'」と記している。ウィリアム・ハーシェルは1785年に「外観はとくに大きいというわけではない。おそらくひどく広がった二重の星層でその一端が我々の方をむいているのであろう。ほぼ3部分に分かれているが、星雲状の部分は内容が違っているものと推測される。すなわち分解不可能部分、色彩を帯びていないが分かれない部分、銀河の部分である」と記して、銀河が含まれていると思っていた。ロス卿は「星に分けられないが、分かれそうな気配もある」としている。これは前景にある微星のことであると思われている。

## ギャラリー

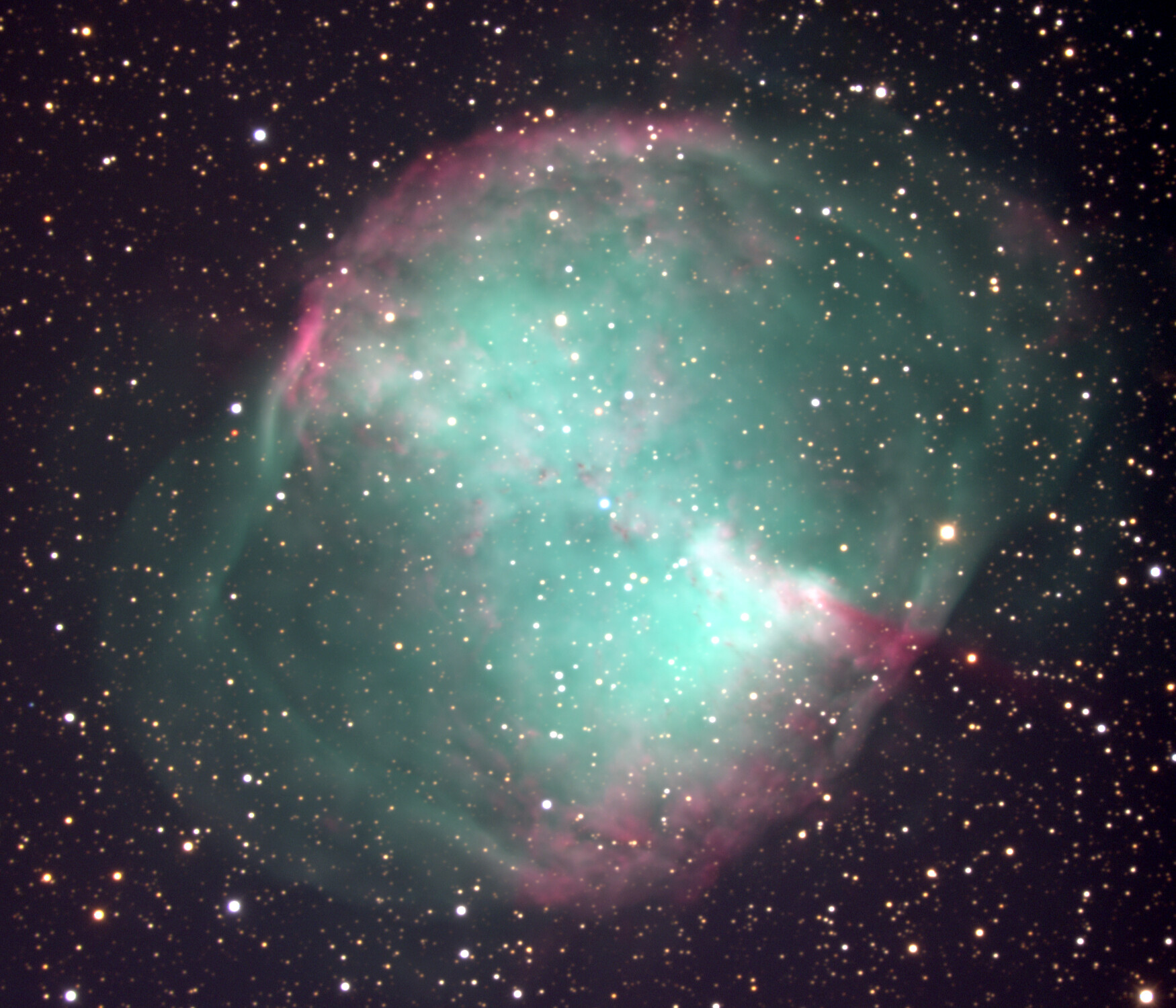
亜鈴状星雲。キットピーク国立天文台撮影。